# Нифонт II
Патриа́рх Ни́фонт II (греч. Πατριάρχης Νήφων Β΄; в миру Николай; ум. 11 августа 1508, Афон) — епископ Константинопольской православной церкви, Патриарх Константинопольский (1486—1488, 1497—1498, 1502).

## Биография
Родился на Пелопоннесе в южной части Греции, от смешанного брака, его мать была греческой дворянкой, а отец — албанцем.
Пострижен в монашество в Эпидавре с именем Нифонт. Занимался каллиграфией и копированием рукописей.
Вместе с монахом Захарией поселился в монастыре Пресвятой Богородицы в Охриде. Когда Захария был избран архиепископ Охридским, Нифонт отправился на Афон и там он был рукоположён в сан иеромонаха.
В 1482 году он был избран митрополитом Солунским, а в конце 1486 года, при поддержке влиятельных валашских правителей, он был избран Патриархом Константинопольским. Пробыв патриархом 15 месяцев, вынужден был оставить престол из-за возникшего скандала.
После вторичного низложения, Нифонт был приглашён был валашским господарем Раду IV управлять тамошней митрополией.
Нифонт много помогал воеводе в устройстве дел церковных и гражданских и старался улучшить нравы бояр и народа.
Около 1504 года Нифонт удалился на Афон, где и скончался.
После смерти стал почитаться в Валахии как святой. Был канонизирован; память 11 августа.